# Лазар Белишки
Лазар Белишки е български революционер, войвода на Вътрешната македоно-одринска революционна организация.

## Биография
Лазар Груев Белишки е роден в долнокопачкото село Белица, тогава в Османската империя, днес в Северна Македония. Присъединява се към ВМОРО и става четник при Арсо Мицков. От януари 1905 година е войвода в Кичевско, като води ожесточени сражения с четите на сръбската пропаганда. Загива на 12 октомври 1905 година с цялата си чета в сражение с турци при Пуста река.